# باشگاه فوتبال پوتون یونایتد
باشگاه فوتبال پوتون یونایتد (به انگلیسی: Potton United Football Club) یک باشگاه فوتبال در شهر پوتون، کشور انگلستان است که در سال ۱۹۴۳ میلادی تأسیس شده‌است.